# جورجيا وايت
جورجيا وايت (بالإنجليزية: Georgia White)‏ هي موسيقية ومغنية أمريكية، ولدت في 9 مارس 1903 في ساندرفيل في الولايات المتحدة، وتوفيت في 1980.

## وصلات خارجية
- جورجيا وايت على موقع IMDb (الإنجليزية)
- جورجيا وايت على موقع ميوزك برينز (الإنجليزية)
- جورجيا وايت على موقع ديسكوغز (الإنجليزية)